# 秋田県交通安全協会
一般社団法人秋田県交通安全協会（いっぱんしゃだんほうじんあきたけんこうつうあんぜんきょうかい）は、秋田県内の地区交通安全協会を統括する交通安全協会。元秋田県知事所管の社団法人。

## 概要
秋田県内の地区交通安全協会を統括する交通安全協会で、秋田県内での季節単位で開催する交通安全運動をはじめ、自動車・自動二輪車の運転免許更新の伝達・更新事務、申請書や収入証紙の委託販売業務、自転車などに貼る反射シールや車輪のスポークに貼る反射材などの交通安全グッズの頒布、交通安全功労者の表彰及び国や全国法人への表彰推薦などを事業としている。

## 下部組織
- 鹿角交通協会 鹿角市花輪字扇の間4番地7
- 大館地区交通安全協会 大館市根下戸新町1-70 大館警察署内
- 北秋田地区交通安全協会鷹巣部会 北秋田市鷹巣字下家下1 北秋田警察署内
- 北秋田地区交通安全協会阿仁部会 北秋田市米内沢字出向中島38-2 森吉幹部交番内
- 能代山本地区交通安全協会 能代市日吉町1-23 能代警察署内
- 二ツ井藤里地区交通安全協会 能代市二ツ井町字上野82-15 二ツ井交番内
- 五城目地区交通安全協会 五城目町字七倉178-4 五城目警察署内
- 男鹿地区交通安全協会 男鹿市船川港船川字新浜町1-4 男鹿警察署内
- 秋田臨港地区交通安全協会 秋田市土崎港西3-1-8 秋田臨港警察署内
- 秋田地区交通安全協会 免許窓口秋田市千秋明徳町1-9 秋田中央警察署内、秋田市上北手百崎字内山60-2 秋田東警察署内
- 由利本荘地区交通安全協会 由利本荘市中町27 由利本荘警察署内
- にかほ地区交通安全協会 にかほ市象潟町字入道島15-8 にかほ警察署内
- 大仙地区交通安全協会 大仙市大曲日の出町1-1-30 大仙警察署内
- 美郷地区交通安全協会 美郷町六郷字赤城46-4 美郷交番内
- 仙北地区交通安全協会 仙北市角館町西野川原34-6 仙北警察署内
- 横手地区交通安全協会 横手市安田字越廻71 横手警察署内
- 増田地区交通安全協会 横手市増田町増田字石神71-1 増田幹部交番内
- 湯沢地区交通安全協会 湯沢市千石町1-3-5 湯沢警察署内
- 羽後地区交通安全協会 羽後町西馬音内字中野28-3 羽後交番内